# Thomas de Hartmann
Thomas de Hartmann (geboren 9. Septemberjul. / 21. September 1885greg. in Choruschiwka, Russisches Kaiserreich; gestorben 28. März 1956 in New York City) war ein russischer Komponist sowie ein musikalischer Begleiter von Georges Gurdjieff.

de Hartmann rechts (1911)
mit Maria Marc, Franz Marc, Bernhard Koehler, Wassily Kandinsky (sitzend), Heinrich Campendonk

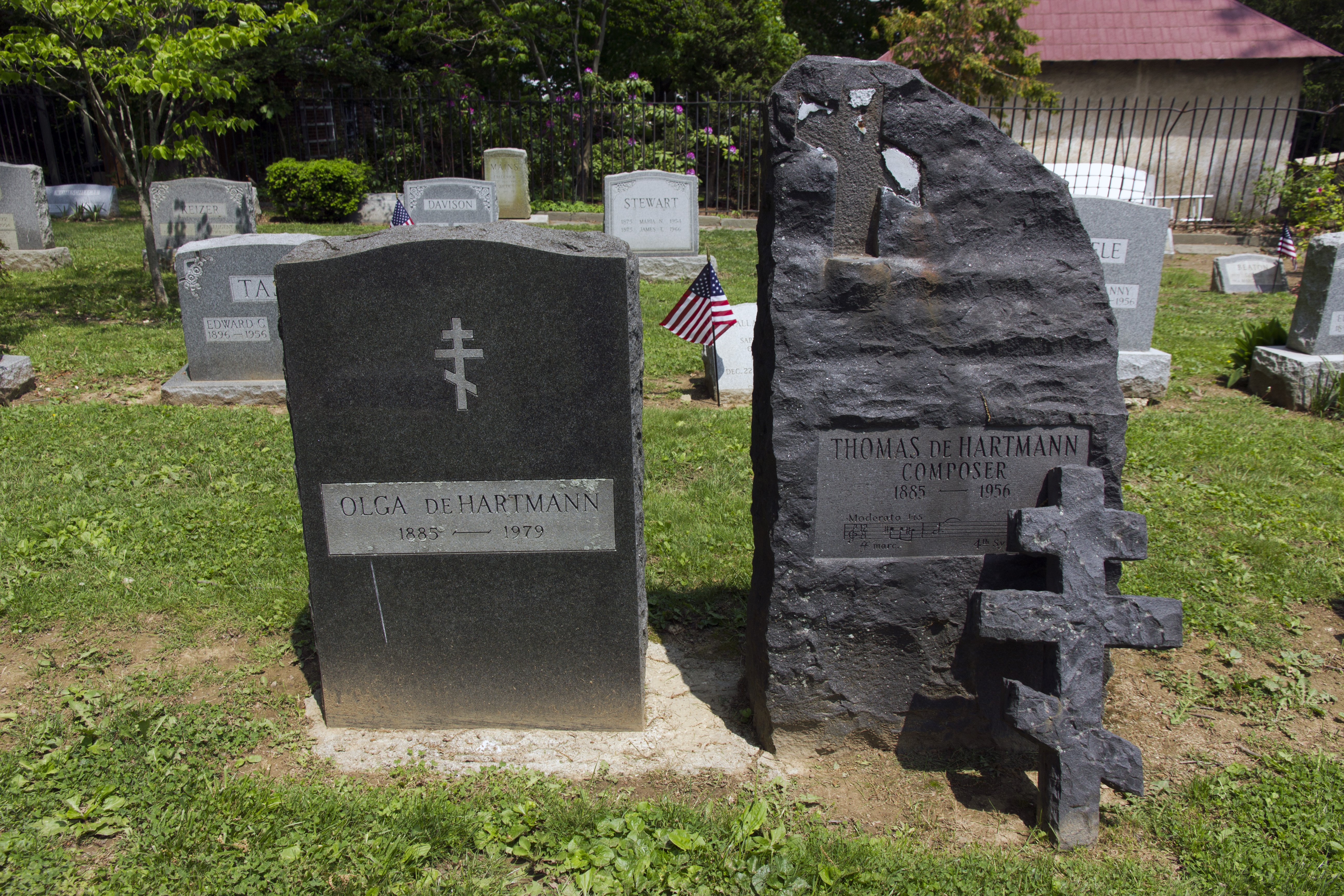
Olga und Thomas de Hartmanns Gräber in Princeton

## Leben
Thomas Alexandrowitsch von Hartmann wurde als Sohn russischer Eltern in der Ukraine geboren. Er war ein Großneffe des deutschen Philosophen Eduard von Hartmann. Er studierte von 1900 bis 1902 Klavier bei Anna Nikolajewna Jessipowa am Sankt Petersburger Konservatorium. Zudem nahm er Unterricht in den Fächern Komposition bei Anton Arenski sowie Kontrapunkt bei Sergei Tanejew und setzte seine Studien bei Boleslaw Jaworskyj fort. Danach lebte er von 1908 bis 1912 in München und studierte Dirigieren bei Felix Mottl. In München hatte er sich 1909 der Neuen Künstlervereinigung (N.K.V.M.) angeschlossen, aus der er dann gemeinsam mit Franz Marc und Kandinsky austrat. Die beiden warben seine Mitarbeit am Almanach der Redaktion „Der Blaue Reiter“, für den er mit Kandinsky den Beitrag von L. Sabanejew „Prometheus von Skrjabin“ übersetzte. Er selbst schrieb den Beitrag „Über Anarchie in der Musik“. Für Kandinskys Bühnenkomposition „Der gelbe Klang“, die ebenfalls im „Blauen Reiter“ abgedruckt war, hatte er „den musikalischen Teil übernommen.“
Kandinsky hatte Hartmann und Hugo Ball zusammengebracht, Ball berichtete: „Der kam von Moskau und erzählte viel Neues von Stanislawsky: wie man dort unter dem Einfluss indischer Studien Andrejew und Tschechow spielt.“

## Gurdjieff
Hartmann traf den Guru Gurdjieff zum ersten Mal 1916 in St. Petersburg und wurde sein Schüler und war bis 1929 ein enger Vertrauter. Zwischenzeitlich lehrte er von 1919 bis 1921 am Konservatorium Tiflis. Hartmann heiratete 1920 die Russin Olga von Schumacher, die die persönliche Sekretärin von Gurdjieff wurde. In Gurdjieffs Institut für die harmonische Entwicklung des Menschen in Fontainebleau bei Paris komponierte und arrangierte er einen Großteil der Musik, die Gurdjieff zusammengestellt hatte, um sie bei seinen tänzerischen Übungen einzusetzen. Gurdjieff, der nicht in der Lage war, seine Melodien zu notieren, spielte sie de Hartmann auf einem handbetriebenen Harmonium vor, oder er summte oder pfiff, wobei er bei der Wiederholung die Vorgabe auch schon wieder veränderte. Das Ehepaar blieb mit Gurdjieff auch später verbunden. Thomas de Hartmann bereitete 1949 die Grabrede vor und komponierte einen Klavierzyklus mit dem Titel „Fünf Bände – Gurdjieff zum Gedächtnis“. 1951 wanderte das Paar in die USA aus, Olga starb 1979 in Santa Fe (New Mexico).

## Musik
Hartmann schrieb 1906 das vieraktige Ballett La Fleurette Rouge, mit dem später auch die russischen Tänzer Vaslav Nijinsky, Anna Pawlowna Pawlowa und Michel Fokine in Moskau und St. Petersburg auftraten.
Er schrieb Musik für Alexander Sacharoff und war der Komponist für Wassily Kandinskys Der gelbe Klang. Danach habe Hartmann „das Stück mit seiner Musik und mit Entwürfen zur Ausstattung dem Moskauer Künstlertheater vorgelegt, doch konnten auch sie es nicht verstehen und nahmen es nicht an. Diese Skizzen und meine Musik – alles ging in der Revolution verloren“. Das Stück mit der Musik von Hartmann wurde erst am 9. Februar 1982 in der musikalischen Rekonstruktion von Gunther Schuller im „Marymount Manhattan Theatre“ in New York City uraufgeführt.
Nach der Zeit bei Gurdjieff schrieb er noch eine Großzahl von Kompositionen in einem eklektizistischen Stil, darunter Sinfonien und Opern. Als Broterwerb schrieb er unter dem Namen „Th. Kross Hartmann“ und unter Pseudonymen für annähernd fünfzig Filme die Musik.
Seine Musik war 1979 für den Komponisten Laurence Rosenthal die Grundlage in Peter Brooks Verfilmung von Gurdjieffs Autobiografie Meetings with Remarkable Men.

## Musikaufnahmen
- The Complete Piano Music of Georges I. Gurdjieff and Thomas de Hartmann. Cecil Lytle, Klavier. 6 CDs. Celestial Harmonies, 19904-2, 1987-1990.[16]
- The Music of Gurdjieff/de Hartmann. 3 CDs, Triangle Records, TCD1001-1003, 1989.
- Gurdjieff – de Hartmann, Musik komponiert in Zusammenarbeit mit Georges I. Gurdjieff und Thomas de Hartmann. Herbert Henk, Klavier. Radio Bremen, November 1981. Wergo Schallplatten GmbH Mainz 1982.
- Hidden Sources -Gurdjieff, De Hartmann, by Alessandra Celletti (Kha Records 1998)[17]

## Schriften
- Th. v. Hartmann: Über Anarchie in der Musik. München 1912[18] In: Kandinsky, Franz Marc: Der Blaue Reiter. Piper, München 1912. Dokumentarische Neuausgabe von Klaus Lankheit (1965). Piper Verlag, München 2004, ISBN 3-492-24121-2.
- Views from the Real World (1973).
- Our life with Mr. Gurdjieff.  Harper & Row, San Francisco 1983
  - Expeditionen ins Wunderbare – Unser Leben mit Herrn Gurdjieff. Chalice Verlag, Xanten 2019, ISBN 978-3-942914-39-0.

## Olga de Hartmann
- Literatur von und über Olga de Hartmann im Katalog der Deutschen Nationalbibliothek
- Thomas C. Daly, Thomas A. G. Daly: On Olga de Hartmann (Memento vom 6. April 2004 im Internet Archive). Kurzbiografie und Fotografien in Gurdjieff International Review 1992